# San Ramón de Alajuela
Koordinaten: 10° 5′ N, 84° 28′ W
San Ramón de Alajuela ist einer der insgesamt 13 Ortsteile der Hauptstadt San Ramón in der Provinz Alajuela in Costa Rica. In Costa Rica ist San Ramón als die „Stadt der Dichter und Poeten“ bekannt. 
Der Ortsteil dehnt sich über 1,29 km² aus, ist mit 40.600 Menschen bevölkert und liegt 1057 Meter über dem Meeresspiegel in der Cordillera de Tilarán.
Es liegt zwischen den durch Landwirtschaft geprägten Dörfern im Norden und den in der Meseta Central gelegenen Städten San José, Alajuela, Heredia, und Cartago.

## Geschichte
1854 wurde San Ramón de los Palmares mit 12 weiteren kleineren Orten zur Hauptstadt San Ramón erklärt.

## Persönlichkeiten
- Julio Acosta García (1872–1954), Präsident von Costa Rica
- Marita Camacho Quirós (1911–2025), First Lady von Costa Rica und Supercentenarian
- Danny Carvajal (* 1989), Fußballspieler
- María Paula Salas (* 2002), Fußballspielerin